# Gnaphosa haarlovi
Gnaphosa haarlovi är en spindelart som beskrevs av Denis 1958. Gnaphosa haarlovi ingår i släktet Gnaphosa och familjen plattbuksspindlar. Inga underarter finns listade i Catalogue of Life.